# قرار مجلس الأمن التابع للأمم المتحدة رقم 1563
قرار مجلس الأمن التابع للأمم المتحدة 1563، المتخذ بالإجماع في 17 أيلول / سبتمبر 2004، بعد إعادة تأكيد جميع القرارات المتعلقة بالحالة في أفغانستان، ولا سيما القرارات 1386 (2001) و1413 (2002) و1444 (2002) و1510 (2003) والقرارات 1368 ( 2001) و 1373 (2001) بشأن الإرهاب، مدد المجلس تفويض القوة الدولية للمساعدة الأمنية لمدة سنة أخرى.

## القرار

### أعمال
وبموجب الفصل السابع من ميثاق الأمم المتحدة، وسع المجلس ولاية القوة الدولية للمساعدة الأمنية لفترة اثني عشر شهراً بعد 13 تشرين الأول / أكتوبر 2004. وطُلب من القوة الدولية للمساعدة الأمنية العمل مع الإدارة الانتقالية والممثل الخاص للأمين العام وعملية الحرية الدائمة.
وقد أُذن للدول المشاركة في القوة باستخدام جميع التدابير اللازمة للوفاء بالولاية، بينما طُلب من الدول الأعضاء الأخرى المساهمة بالأفراد والموارد في العملية.

## روابط خارجية
- نص القرار في undocs.org